# Drosera praefolia
Drosera praefolia är en sileshårsväxtart som beskrevs av Johann Gottlieb Otto Tepper. Drosera praefolia ingår i släktet sileshår, och familjen sileshårsväxter. Inga underarter finns listade i Catalogue of Life.